# 卡尔滕塔尔
卡尔滕塔尔是德国巴伐利亚州的一个市镇。总面积22.14平方公里，总人口1611人，其中男性808人，女性803人（2011年12月31日），人口密度73人/平方公里。